# Best. Christmas. Ever!
Best. Christmas. Ever! és una pel·lícula estatunidenca de comèdia romàntica nadalenca de 2023 dirigida per Mary Lambert i escrita per Todd Gallicano i Charles Shyer. La pel·lícula és protagonitzada per Heather Graham, Brandy Norwood, Matt Cedeño i Jason Biggs. S'ha subtitulat al català.
Estrenada a Netflix el 16 de novembre de 2023, Best. Christmas. Ever! va rebre crítiques generalment negatives.